# Brunn (brandenburgisches Adelsgeschlecht)

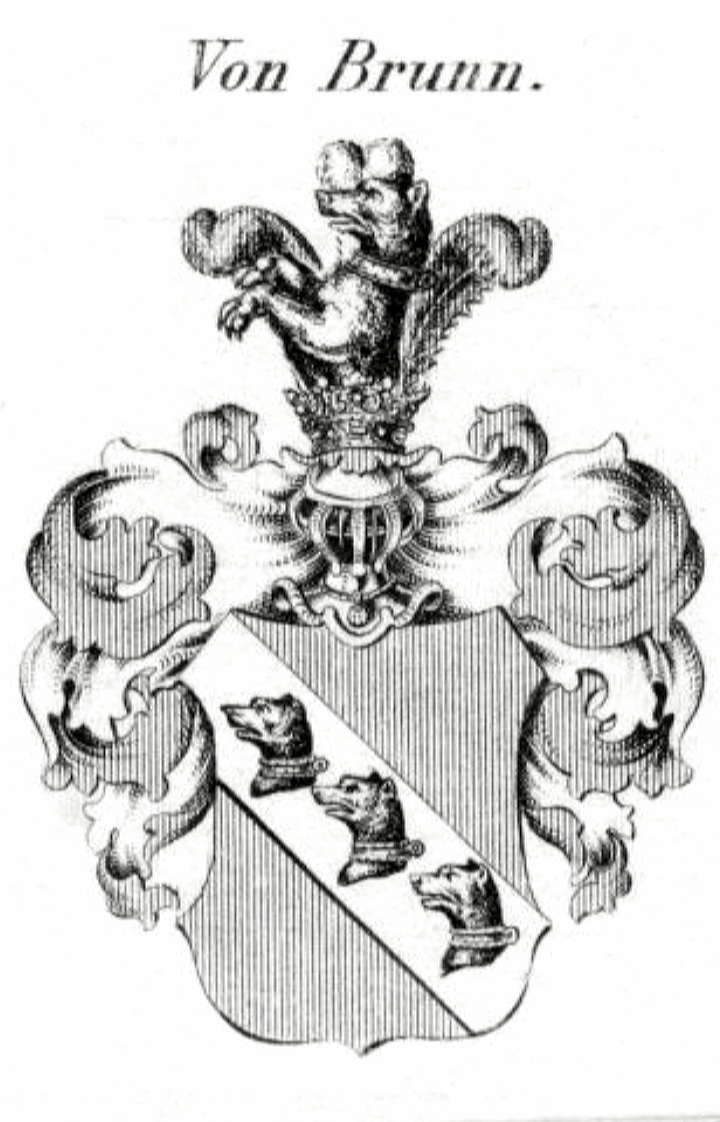
Wappen derer mittelmärkischen von Brunn

Brunn ist der Name eines mittelmärkischen Uradelsgeschlechts mit gleichnamigem Stammhaus im Havelland. Seit 1853 ist auch der Name Brunn genannt von Kauffungen üblich, dessen Führung durch preußische Kabinettsorder genehmigt wurde. Die von Brunn sind eines Stammes und Wappens mit den Itzenplitz.
Die Familie ist von den gleichnamigen elsässischen Brunn als weder stamm- noch wappenverwandt zu unterscheiden.

## Geschichte
Die Familie wird bereist 1237 mit Daniel de Brunnen erstmals urkundlich erwähnt. Die Stammreihe beginnt 1540 mit Hans von Brunn. Im Jahre 1788 wurden nur noch zwei lebende männliche Familienangehörige der Familie von Brunn genannt. Es handelt sich dabei um Albrecht Georg Friedrich Wilhelm von Brunn (1760–1830) und Casper Siegmund Julius Friedrich von Brunn. Beide waren Leutnante im Möllendorf'schen Infanterieregiment (Altpreußisches Infanterieregiment No. 15). Des Erstgenannten gleichnamiger Sohn Wilhelm jun. von Brunn (1800–1861) heiratete Kathinka von Kauffungen, ihr zweitältester Sohn Oskar (1839–1880) wiederum vollzieht durch vorheriger Verführung durch König Friedrich Wilhelm IV. 1853 die Namens-  und Wappenvereinigung von Brunn gen. von Kauffungen mit Nachfahren bis heute.

## Wappen

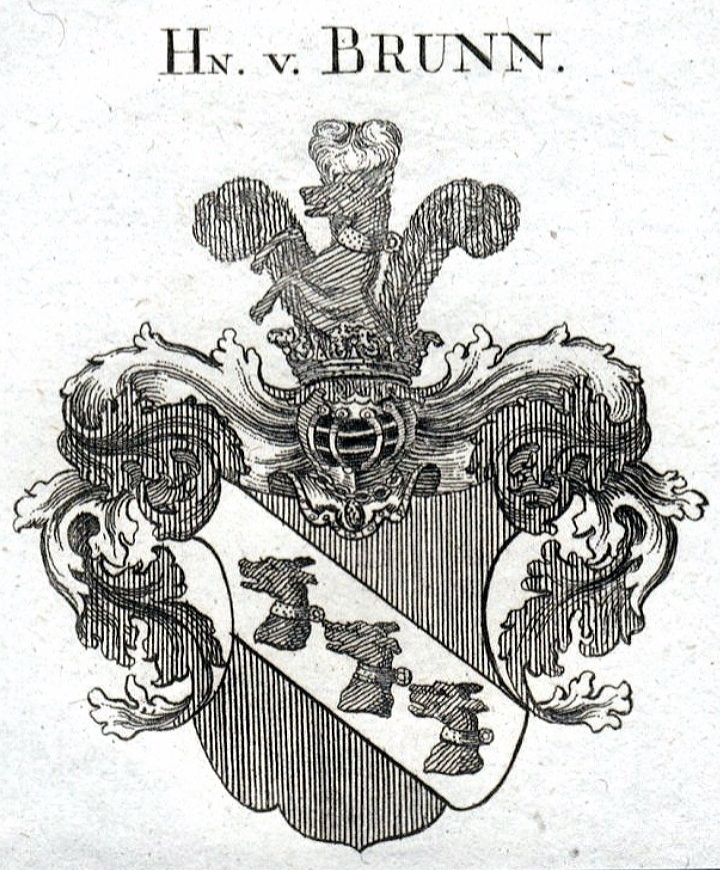
Wappen derer von Brunn, irrtümlich mit Doggen- statt Bärenköpfen

Das Stammwappen zeigt in Rot ein mit drei schwarzen Bärenköpfen mit goldenen Halsbändern und Ringen belegten silbernen Schrägrechtsbalken. Auf dem Helm mit rot-silbernen Decken ein wachsender schwarzer Bär mit beringtem goldenem Halsband von drei (rot-silber-rot) Straußenfedern.
In der ersten Hälfte des 19. Jahrhunderts wurden im Tyroff'schen Wappenwerk auch einmal irrtümlich braune Doggenköpfe, und auf dem Helm die Dogge wachsend dargestellt.

## Bedeutende Vertreter
- Balthasar von Brunn (1593–1643), brandenburgischer Staatsmann
- Adalbert von Brunn (1842–1907), Offizier
- Kunz von Kauffungen, eigentl. Kunz von Brunn gen. von Kauffungen (1904–1989), Journalist